# Южная Луангва (национальный парк)
Южная Луа́нгва — национальный парк в Замбии в среднем течении реки Луангва, один из крупнейших в Южной Африке и второй по величине в Замбии. Занимает площадь в 9 тыс. км². Основан в 1938 году как охотничий резерват, превращён в национальный парк в 1972 году. В настоящее время к национальному парку примыкает крупный охотничий резерват с таким же названием. Южная Луангва входит в первую десятку наиболее посещаемых национальных парков Африки.

## История
Национальный парк Южная Луангва изначально был создан как Заповедник Луангва в 1904 году. Британский защитник природы Норман Карр оказал влияние на создание Национального парка. Человек, опередивший своё время, Норман Карр сломал шаблон сафари с выслеживанием и охотой и добавил туризм, основанный на сохранении. В 1950-х годах часть племенных земель была выделена в качестве заповедника, и в Северной Родезии открылся для публики первый лагерь для наблюдения за дичью. Гости стреляли камерами, а не винтовками; таким образом, Южная Луангва стала домом для фотографического и пешего сафари. Прибыль от этого удаленного фотографического лагеря возвращалась обратно в общину.

## Животный мир
Южная Луангва отличается хорошей сохранностью и большим разнообразием животного мира. Разнообразие фауны вызвано в значительной степени сочетанием на территории парка нескольких экосистем и биотопов — стариц, заливных низин, леса, саванны.
Национальный парк известен многочисленной популяцией бегемотов (долина Луангвы является районом с наибольшей плотностью обитания бегемотов во всей Африке — до 50 особей на 1 км берега реки). Весьма многочисленно местное поголовье слонов и буйволов, стада которых часто насчитывают сотни животных. В парке встречаются свойственные только данной местности подвид жирафа (т.н. жираф Торникрофта Giraffa cameleopardalis thornicrofti, отличающийся особо красочной расцветкой шкуры), бурчелловой зебры и голубого гну. На территории парка обитают 14 видов антилоп.
«Большая пятёрка» — пять самых опасных представителей крупной дичи Африки (слон, носорог, лев, буйвол и леопард) — представлена вся, кроме носорога, популяция которых была несколько лет назад истреблена браконьерами несмотря на строгие охранные меры. Широко представлены средние и мелкие хищники, среди которых — пятнистая гиена, чепрачный шакал, гиеновые собаки.
Весьма богата орнитофауна. В парке отмечены свыше 400 видов птиц. Среди наиболее примечательных видов — марабу, седлоклювый аист, венценосный журавль, аист-разиня.
В национальном парке существует развитая по африканским меркам сеть туристических лагерей. Дороги в парке — с грунтовым покрытием. Ближайший к парку аэропорт находится в г. Мфуве. Парк открыт для туристов с июня по ноябрь включительно.

## Галерея

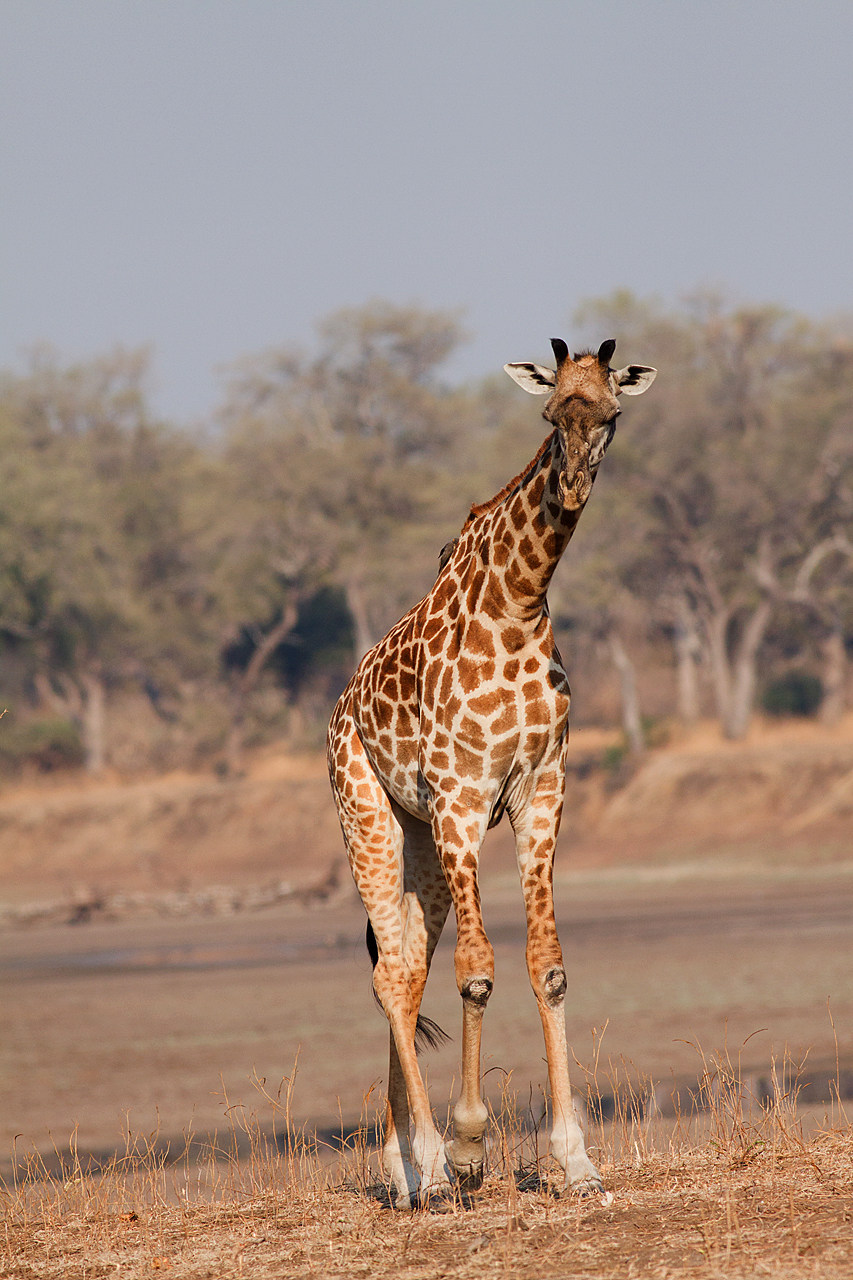
Жираф Торникрофта в Южной Луангве
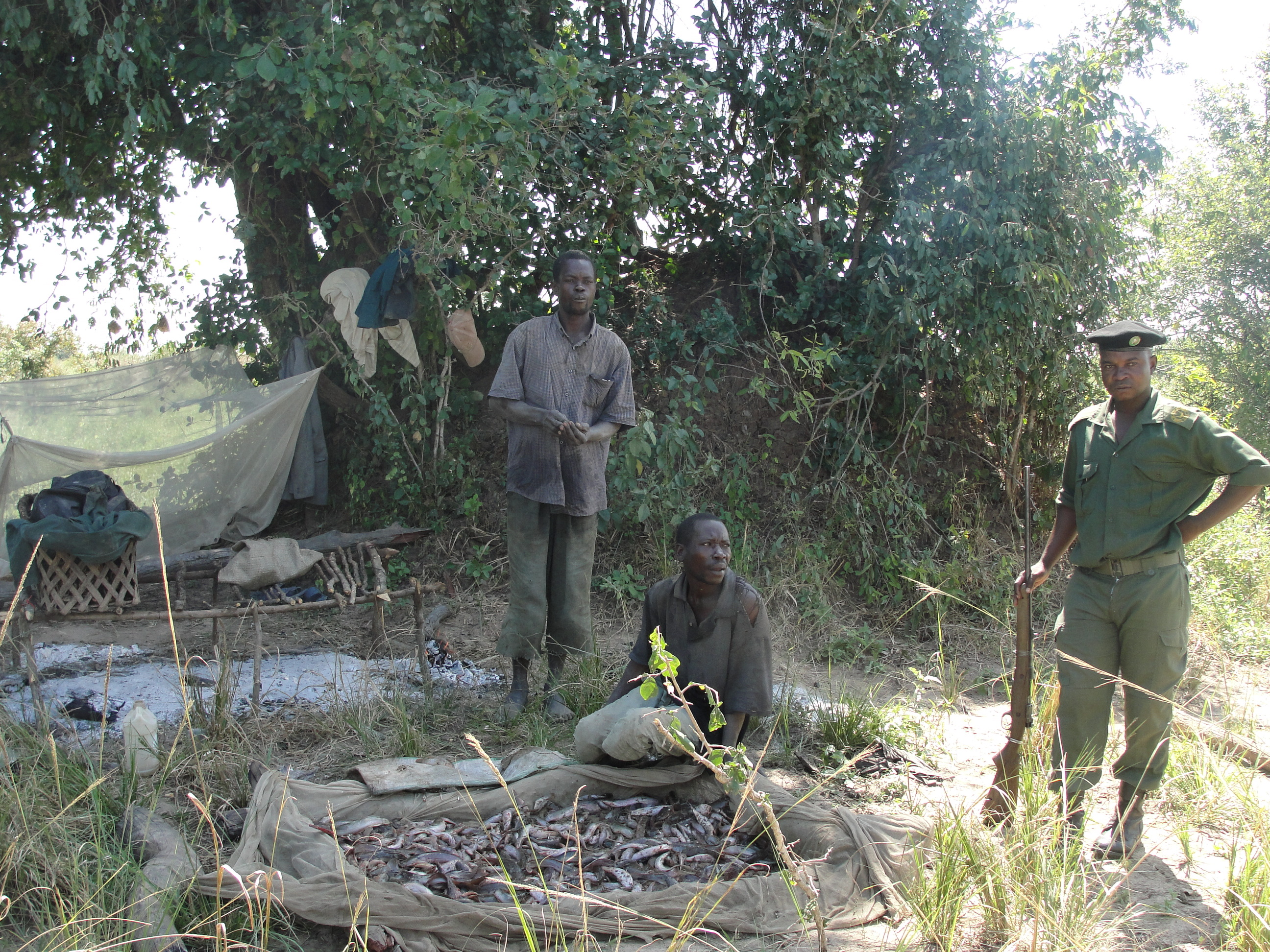
Браконьеры, задержанные на территории парка за незаконный лов рыбы
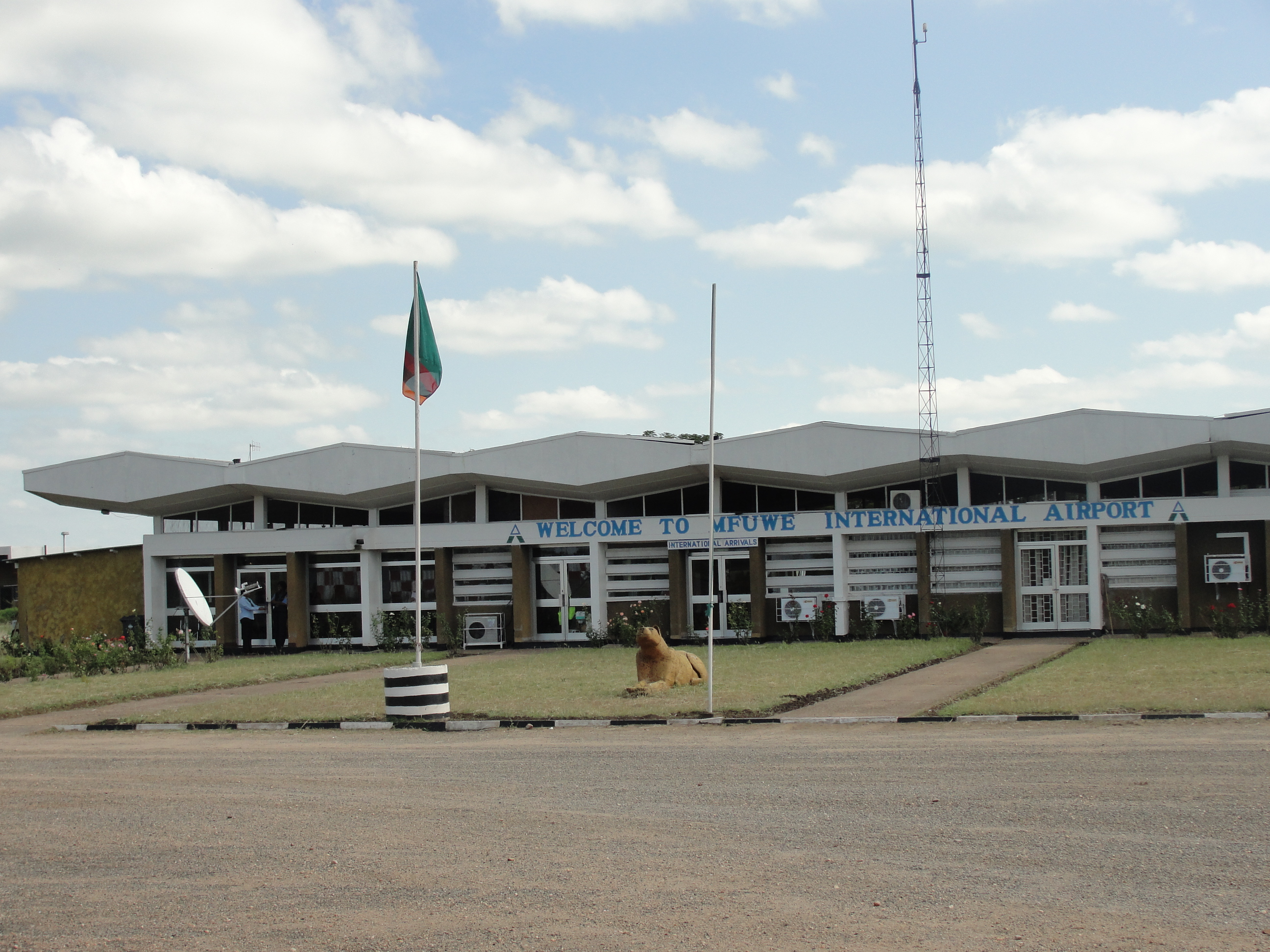
Аэропорт г. Мфуве — ближайший к национальному парку
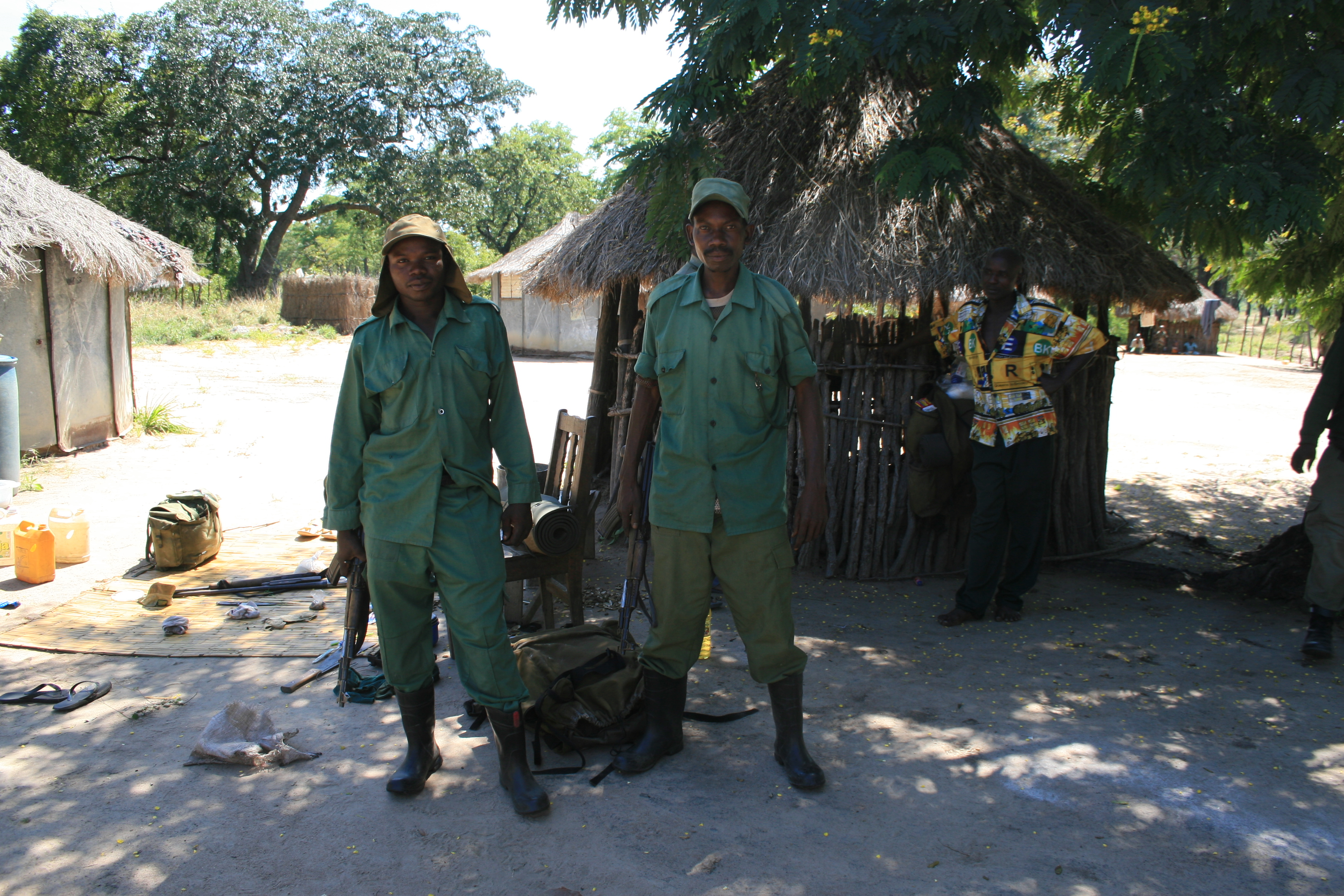
Вооружённые охранники парка
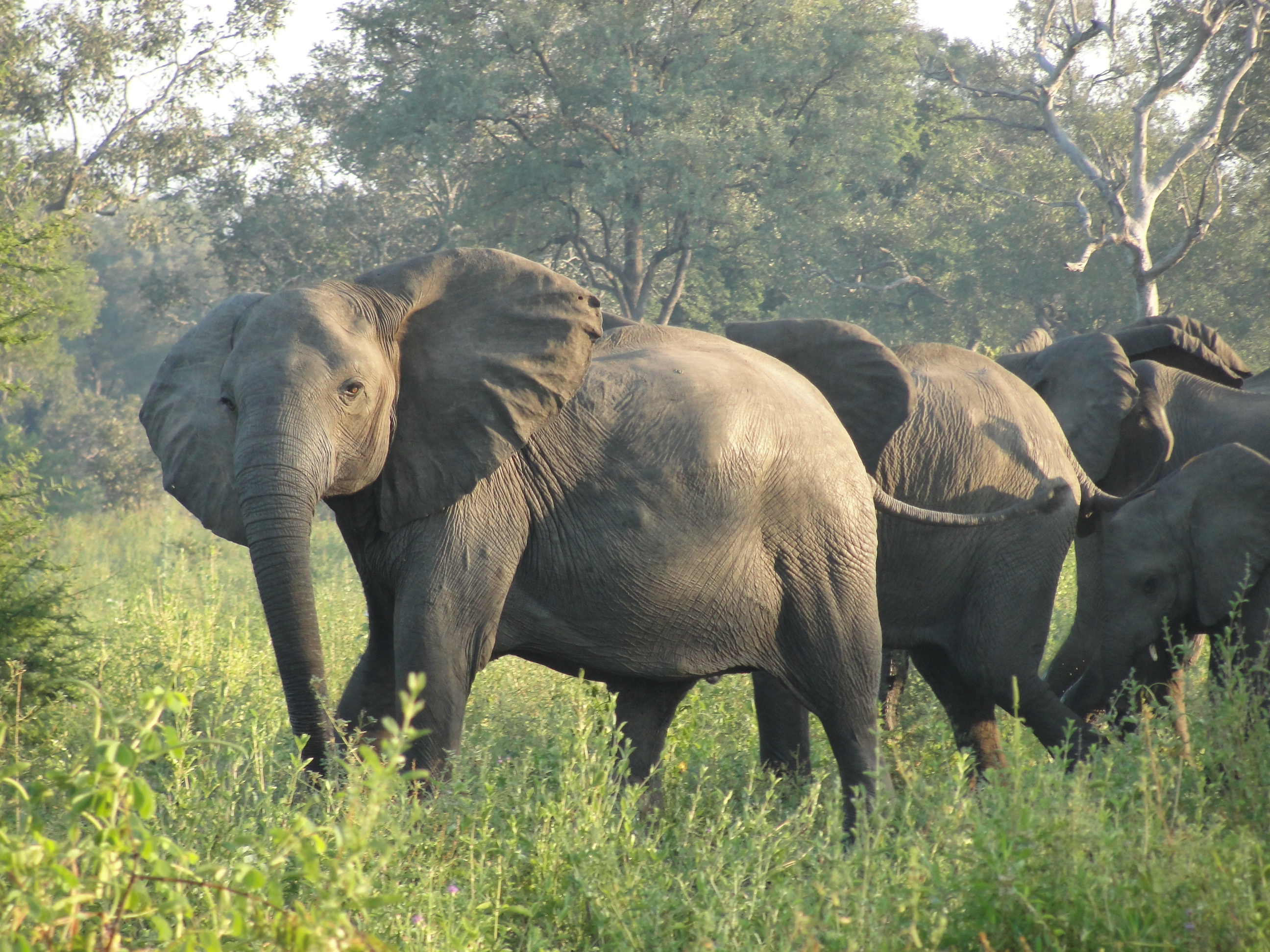
Стадо слонов в парке
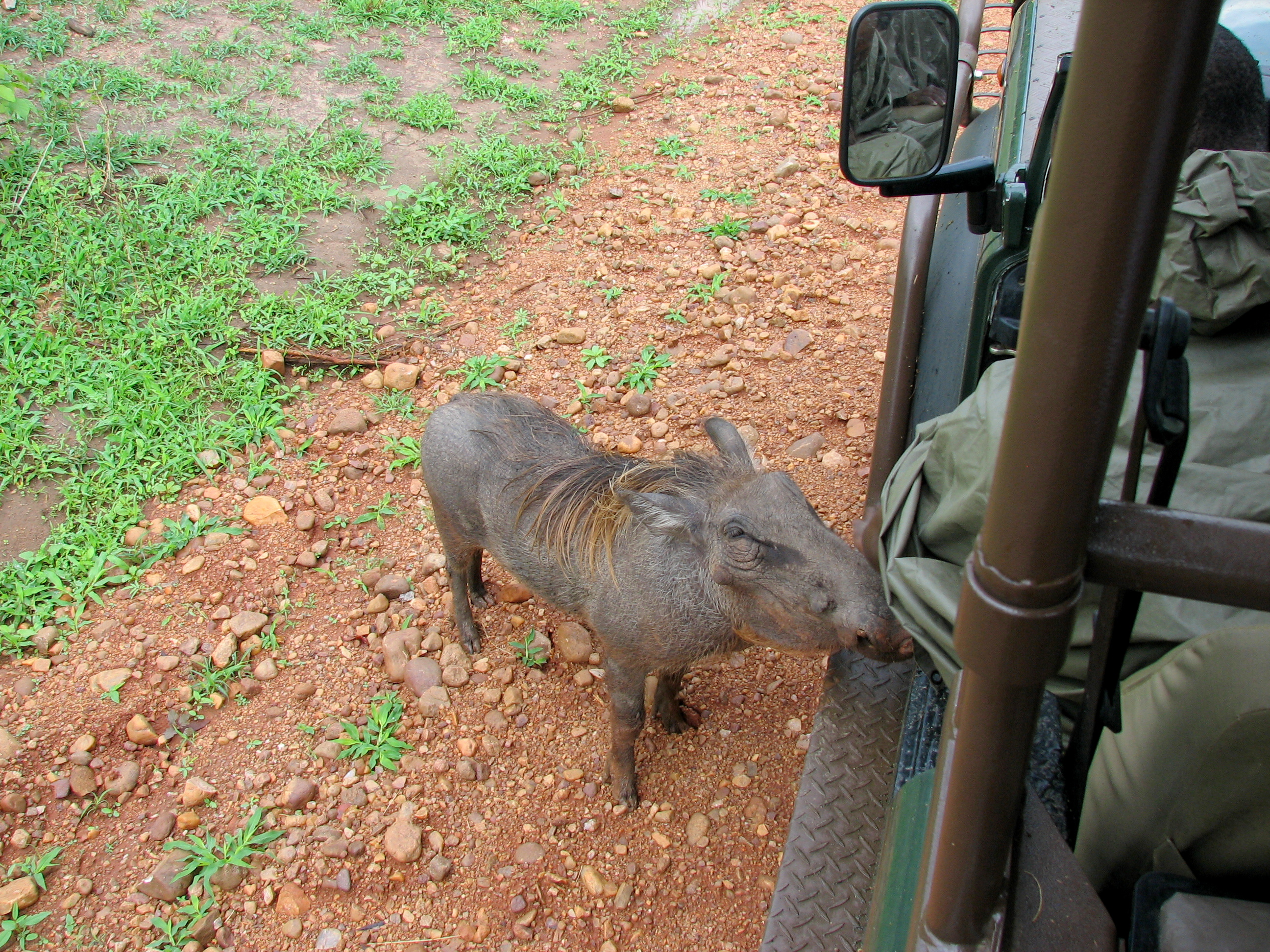
Молодой бородавочник, подошедший к туристическому джипу